# Dommeldal bij Wolfswinkel

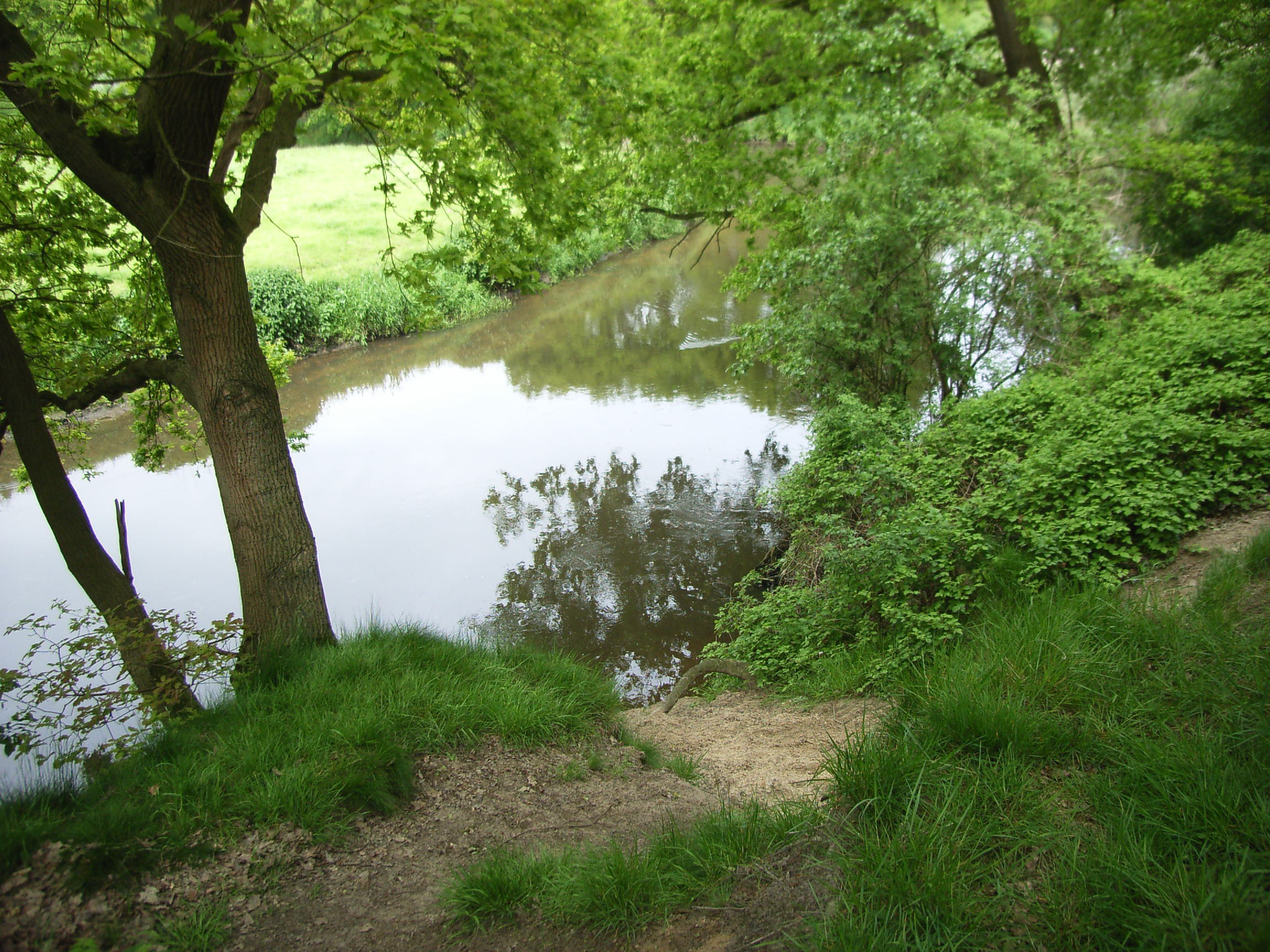
Op de steilrand bij Wolfswinkel

 Het Dommeldal bij Wolfswinkel is een gevarieerd deel van het Dommeldal aan de oostelijke oever van de Dommel tussen Nijnsel en Son en Breugel.
Dit betreft een gedeelte van het Dommeldal dat met merkwaardig is door een metershoge zanderige donk waarvan een steilrand door de sterk slingerende Dommel wordt geërodeerd. Deze voor Nederland zeldzame en in Noord-Brabant vrijwel unieke situatie is vanaf het 'hoogakkerpad' goed te overzien. Verder liggen er kleinschalige beemden met knotwilgen en houtwallen, een enkele slootbeek en een droog bosgebied met zowel naald- als loofhout en enig vastgelegd stuifzand.
Het Staatsbosbeheer heeft een gedeelte van de beemden in eigendom en beheer verworven.
Bij het iets zuidelijker gelegen gehucht Wolfswinkel heeft de Wolfswinkelse Watermolen gelegen.